# Japan Cup (ciclismo)
La Japan Cup es una carrera ciclista profesional de un solo día que se celebra anualmente en Japón, en el mes de octubre.
Se creó en 1992 en la categoría 1.4. La edición de 1996 formó parte de la desaparecida Copa del Mundo de Ciclismo y posteriormente pasó a la categoría 1.3. Desde la creación de los Circuitos Continentales UCI en 2005 está englobada dentro del calendario UCI Asia Tour primero en categoría 1.1 y desde 2008 en la 1.HC, tratándose de una de las carreras ciclistas más importantes en Asia, soliendo contar con la presencia de varios equipos UCI WorldTeam.
La carrera se disputa en un circuito de 14 km llamado Forest Park Circuit, situado en la ciudad de Utsunomiya, en el centro de Japón.
Los corredores con más victorias en esta prueba son los italianos Sergio Barbero y Claudio Chiappucci, con tres victorias cada uno.

## Palmarés
| Año  | Ganador              | Segundo                 | Tercero             |           |
| ---- | -------------------- | ----------------------- | ------------------- | --------- |
| 1992 | Hendrik Redant       | Bart Bowen              | Laurent Madouas     |           |
| 1993 | Claudio Chiappucci   | Beat Zberg              | Dmitri Neliubin     |           |
| 1994 | Claudio Chiappucci   | Erich Maechler          | Stefano Checchin    |           |
| 1995 | Claudio Chiappucci   | Stefano Zanini          | Mauro Gianetti      |           |
| 1996 | Mauro Gianetti       | Pascal Hervé            | Andrea Peron        |           |
| 1997 | Yoshiyuki Abe        | Andrea Tafi             | Mauro Gianetti      |           |
| 1998 | Fabien De Waele      | Daniele Nardello        | José Luis Rubiera   |           |
| 1999 | Sergio Barbero       | Mirko Celestino         | Sébastien Demarbaix |           |
| 2000 | Massimo Codol        | Gabriele Missaglia      | Marco Serpellini    |           |
| 2001 | Gilberto Simoni      | Cadel Evans             | Christophe Brandt   |           |
| 2002 | Sergio Barbero       | Igor Astarloa           | Fabio Sacchi        |           |
| 2003 | Sergio Barbero       | Patrick Sinkewitz       | Guido Trentin       |           |
| 2004 | Patrick Sinkewitz    | Damiano Cunego          | Manuel Quinziato    |           |
| 2005 | Damiano Cunego       | Paco Mancebo            | Cristian Moreni     |           |
| 2006 | Riccardo Riccò       | Ruggero Marzoli         | Vladímir Gúsev      |           |
| 2007 | Manuele Mori         | Fabian Wegmann          | Francesco Gavazzi   |           |
| 2008 | Damiano Cunego       | Giovanni Visconti       | Ivan Basso          |           |
| 2009 | Chris Anker Sørensen | Dani Moreno             | Ivan Santaromita    |           |
| 2010 | Daniel Martin        | Peter McDonald          | Yusuke Hatanaka     |           |
| 2011 | Nathan Haas          | Taiji Nishitani         | Junya Sano          |           |
| 2012 | Ivan Basso           | Daniel Martin           | Rafał Majka         |           |
| 2013 | Jack Bauer           | Damiano Cunego          | Julián Arredondo    |           |
| 2014 | Nathan Haas          | Edvald Boasson Hagen    | Grega Bole          |           |
| 2015 | Bauke Mollema        | Diego Ulissi            | Yukiya Arashiro     |           |
| 2016 | Davide Villella      | Christopher Juul-Jensen | Robert Power        |           |
| 2017 | Marco Canola         | Benjamín Prades         | Takeaki Amezawa     |           |
| 2018 | Robert Power         | Antwan Tolhoek          | Matti Breschel      |           |
| 2019 | Bauke Mollema        | Michael Woods           | Dion Smith          |           |
| 2021 | cancelada            | cancelada               | cancelada           | cancelada |
| 2022 | Neilson Powless      | Andrea Piccolo          | Benjamin Dyball     |           |
| 2023 | Rui Alberto Costa    | Felix Engelhardt        | Guillaume Martin    |           |
| 2024 | Neilson Powless      | Ilan Van Wilder         | Matej Mohorič       |           |

Nota: En la edición 2013, Michael Rogers fue inicialmente el ganador, pero debido a un positivo por una carne contaminada fue descalificado y el título pasó a manos de Bauer.

## Palmarés por países
| País           | Victorias | Último vencedor              |
| -------------- | --------- | ---------------------------- |
| Italia         | 15        | Marco Canola en 2017         |
| Australia      | 3         | Robert Power en 2018         |
| Bélgica        | 2         | Fabien De Waele en 1998      |
| Países Bajos   | 2         | Bauke Mollema en 2019        |
| Estados Unidos | 2         | Neilson Powless en 2024      |
| Suiza          | 1         | Mauro Gianetti en 1996       |
| Japón          | 1         | Yoshiyuki Abe en 1997        |
| Alemania       | 1         | Patrick Sinkewitz en 2004    |
| Dinamarca      | 1         | Chris Anker Sørensen en 2009 |
| Irlanda        | 1         | Daniel Martin en 2010        |
| Nueva Zelanda  | 1         | Jack Bauer en 2013           |
| Portugal       | 1         | Rui Costa en 2023            |

## Estadísticas

### Más victorias
Hasta la edición 2023
| Ciclista           | Victorias | Años             |
| ------------------ | --------- | ---------------- |
| Claudio Chiappucci | 3         | 1993, 1994, 1995 |
| Sergio Barbero     | 3         | 1999, 2002, 2003 |
| Damiano Cunego     | 2         | 2005, 2008       |
| Nathan Haas        | 2         | 2011, 2014       |
| Bauke Mollema      | 2         | 2015, 2019       |

### Victorias consecutivas
- Tres victorias seguidas:
  -  Claudio Chiappucci (1993, 1994, 1995)
- Dos victorias seguidas:
  -  Sergio Barbero (2002, 2003)